# Louis Massonneau
Pour les articles homonymes, voir Massonneau.
Louis Massonneau, né le 10 janvier 1766 à Cassel et mort le 4 octobre 1848 à Ludwigslust, est un compositeur, violoniste et chef d'orchestre allemand d'ascendance française.

## Biographie
Louis Massonneau naît le 10 janvier 1766 à Cassel. Il est le fils d'un Français engagé comme chef cuisinier à la cour de Cassel,.
Il étudie dans sa ville natale le violon avec le maître de chapelle Jacques Heuzé et la composition avec le violoniste Joseph-Karl Rodewald.
En 1783, il devient violoniste et joueur de viole d'amour à la Hofkapelle du landgrave Frédéric II, puis, à la mort de ce dernier en 1785, il s'installe à Göttingen, où il est premier violon aux Concerts académiques sous la direction de Johann Nikolaus Forkel.
En 1795, Louis Massonneau est nommé chef d'orchestre à Francfort. Il occupe deux ans plus tard le même poste au nouveau théâtre d'Altona, devient en 1799 chef d'orchestre de la chapelle du prince à Dessau, puis s'installe à partir de 1803 à Ludwigslust, où il est assistant du maître de chapelle Eligio Celestino,.
À la mort de Celestino, le 24 janvier 1812, Massonneau devient chef d'orchestre et maître de chapelle de Ludwigslust, jusqu'à sa retraite, en 1837.
Comme compositeur, il est notamment l'auteur de 12 numéros d'opus publiés, principalement de la musique instrumentale datant d'avant 1800, dont trois symphonies, deux op. 3 et une op. 5, en do mineur, intitulée La Tempête et le Calme (Paris, 1794), qui préfigure la Symphonie Pastorale de Beethoven,. 
Louis Massonneau est aussi l'auteur, après 1800, de nombreuses œuvres vocales, dont les manuscrits autographes sont conservés à la bibliothèque d'État de Schwerin,. 
Il meurt le 4 octobre 1848 à Ludwigslust,. 